# 斯基德蓋特海峽
斯基德蓋特海峽是加拿大的海峽，位於夏洛特皇后群島，由卑詩省負責管轄，長50公里，連接赫卡特海峽和太平洋，將北面的格雷厄姆島和南面的莫爾斯比島分隔。
53°9′N 132°20′W / 53.150°N 132.333°W